# UGPS J072227.51-054031.2
UGPS J072227.51-054031.2 (verkort UGPS 0722-05) is een bruine dwerg in het sterrenbeeld Monoceros van spectraalklasse T9. De ster, die ontdekt is in 2006 door Philip Lucas (Universiteit van Hertfordshire) met de UKIRT Infrared Deep Sky Survey heeft een afstand van 13,43 lichtjaar.